# Aaron Judge
Aaron James Judge, född den 26 april 1992 i Linden i Kalifornien, är en amerikansk professionell basebollspelare som spelar för New York Yankees i Major League Baseball (MLB). Judge är rightfielder.
Judge draftades av New York Yankees 2013 som 32:a spelare totalt. Han debuterade i MLB den 13 augusti 2016. Året efter, då han fortfarande räknades som rookie, vann han Rookie of the Year Award i American League (AL) och även en Silver Slugger Award efter att bland annat ha slagit nytt rookie-rekord i MLB med 52 homeruns. Under 2022 års säsong slog han 62 homeruns och satte därmed ett nytt rekord för American League. Det gamla rekordet var på 61 homeruns och sattes 1961 av Roger Maris. Judge har fram till säsongen 2025 blivit MVP två gånger, fått fyra Silver Slugger Awards och har tagits ut till MLB:s all star-match sju gånger.